# I tiden
I tiden är Bröderna Lindgrens tredje album, utgivet 2012. Även detta tredje album gästas av en rad svenska musikartister.

## Låtlista
1. "Här är jag" – 2:54 Ebbot Lundberg
2. "Ingenting" – 3:03 Amanda Bergman
3. "Gräva hål" – 2:58 Britta Persson
4. "Passa mig" – 3:41 Magnus Carlson
5. "Bästa vän" – 3:04 Patrik Arve
6. "Fästingen" – 3:30 Anja Bigrell
7. "Solsken" –  3:10 Nina Ramsby
8. "Fallfrukt" – 3:30 Ebbot Lundberg
9. "Orangutang" – 2:31 Patrik Arve
10. "Internat" – 3:33 Nicolai Dunger
11. "Tiden" – 2:55 Britta Persson
12. "Sniglar utan skal" – 3:37 Mattias Alkberg
13. "Mina första steg" – 3:02 Amanda Bergman
14. "Godnatt" – 3:44 First Aid Kit